# Малі Новосілки
Малі Новосілки - село в Україні, в Яворівському районі Львівської області.  Орган місцевого самоврядування - Шегинівська сільська рада. Перша документальна згадка про село датується 1438 роком. "Акта гродске і земске з часув Жечпосполітей Польскей [Архівовано 19 жовтня 2017 у Wayback Machine.]" т.13. "Найдавнейше запіскі сондув Пшемискіх і Пшеворскего 1436-1468".
Село межує на сході з Баличами і Мочерадами, на півдні - з Буєвичами, Храпличами с Хідновичами, на заході - з Плешевичами і Биковом, на півночі через Великий ліс - з Шегинями. Село знаходиться на захід від райцентру Мостиська на віддалі 17-19 км, така ж відстань і на захід до міста Перемишля. 